# Red Man Mountain
Red Man Mountain är ett berg i Kanada.   Det ligger i provinsen Alberta, i den centrala delen av landet, 3 000 km väster om huvudstaden Ottawa. Toppen på Red Man Mountain är 2 891 meter över havet, eller 556 meter över den omgivande terrängen. Bredden vid basen är 5,2 km.
Terrängen runt Red Man Mountain är bergig åt sydväst, men åt nordost är den kuperad.Trakten runt Red Man Mountain är nära nog obefolkad, med mindre än två invånare per kvadratkilometer.. Det finns inga samhällen i närheten. 
Trakten runt Red Man Mountain består i huvudsak av gräsmarker.